# 헤지
헤지(hedge)란 환율, 금리 또는 다른 자산에 대한 투자 등을 통해 보유하고 있는 위험자산의 가격변동을 제거하는 것을 말한다. 즉, 확정되지 않은 자산을 확정된 자산으로 편입하는 과정이라 할 수 있으며, 주로 선물 옵션과 같은 파생상품을 이용한다. 이를 통해 체계적 위험을 제거할 수 있다.
부(wealth)를 결정하는 변수값의 변화와 관계없이 항상 일정한 부를 유지하게 하는 헤지를 완전헤지라고 하고, 그렇지 못한 것을 불완전헤지라고 한다.

## 같이 보기
- 헤지펀드
- Arbitrage betting